# Горчаков, Иван Павлович
Иван Павлович Горчаков (1922—2004) — подполковник Советской Армии, участник Великой Отечественной войны, Герой Советского Союза (1945).

## Биография
Иван Горчаков родился 12 июня 1922 года в селе Пыёлдине (ныне Сысольский район Республика Коми) в рабочей семье. В 1940 году он был призван на службу в Рабоче-крестьянскую Красную Армию. В мае 1942 года окончил Дальневосточное артиллерийское училище. С февраля 1943 года — на фронтах Великой Отечественной войны. Принимал участие в боях на Центральном и 1-м Белорусском фронтах. К октябрю 1944 года старший лейтенант Иван Горчаков командовал батареей 997-го зенитного артиллерийского полка 12-й зенитной артиллерийской дивизии 65-й армии 1-го Белорусского фронта. Отличился во время освобождения Польши.
4 октября 1944 года в ходе боёв за удержание плацдарма на западном берегу реки Нарев в районе населённого пункта Дзбанице к северу от Сероцка, когда более 30 вражеских танков при поддержке пехоты предприняли контратаку против батареи Горчакова, артиллеристы уничтожили 7 танков и большое количество солдат и офицеров противника, удержав плацдарм.
Указом Президиума Верховного Совета СССР от 21 февраля 1945 года за «образцовое выполнение боевых заданий командования на фронте борьбы с немецкими захватчиками и проявленные при этом мужество и героизм» старший лейтенант Иван Горчаков был удостоен высокого звания Героя Советского Союза с вручением ордена Ленина и медали «Золотая Звезда» за номером 4957.
В 1946 году в звании капитана Горчаков был уволен в запас. С июня того же года работал начальником отдела кадров обувной фабрики в городе Ишим Тюменской области, с августа 1947 года был директором ателье мод в Тюмени. С марта 1948 года Горчаков служил в органах МГБ/КГБ СССР. В 1950 году он окончил Ленинградскую школу МГБ, в 1952 году заочно окончил Ленинградский государственный университет. С 1952 по 1954 гг. проживал в городе Саров Нижегородской области. С мая 1954 года Горчаков служил в органах военной контрразведки. В звании подполковника вышел в отставку. Проживал в Санкт-Петербурге, занимался общественной деятельностью. Умер 26 февраля 2004 года, похоронен на Красненьком кладбище Санкт-Петербурга.
Был также награждён орденами Отечественной войны 1-й и 2-й степеней, орденом Красной Звезды, а также рядом медалей.